# Ibbenbüren
Ibbenbüren – miasto w północno-zachodnich Niemczech, w kraju związkowym Nadrenia Północna-Westfalia, w rejencji Münster, w powiecie Steinfurt.
W mieście znajduje się stacja kolejowa Ibbenbüren.

## Współpraca
Miejscowości partnerskie:
- Dessau-Roßlau, Saksonia-Anhalt
- Gourdon, Francja
- Hellendoorn, Holandia
- Jastrzębie-Zdrój, Polska
- Prievidza, Słowacja

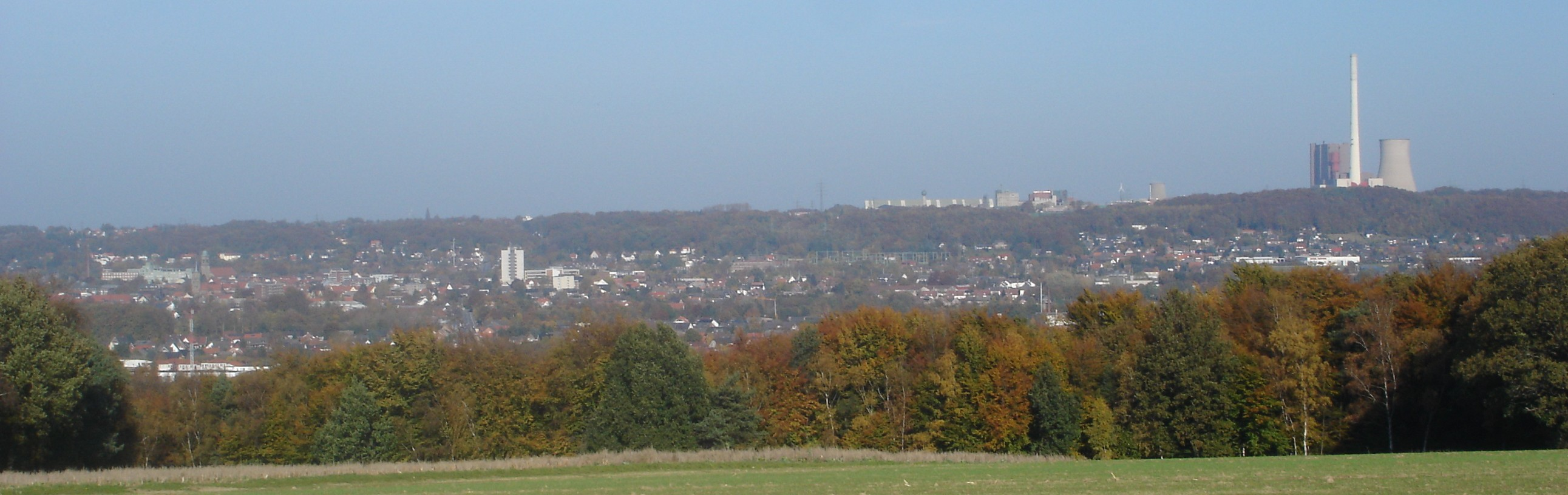
Panorama miasta
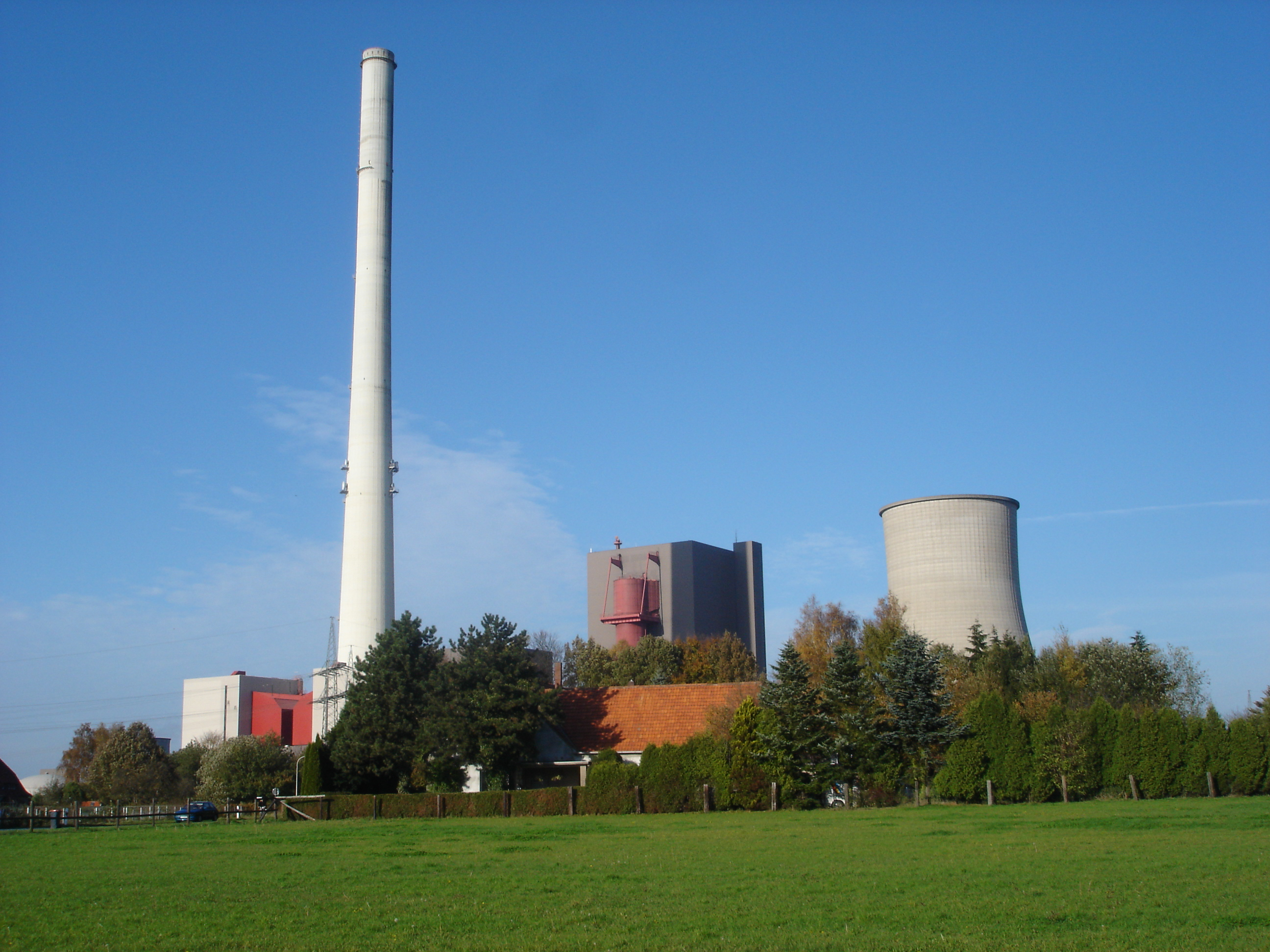
Elektrownia
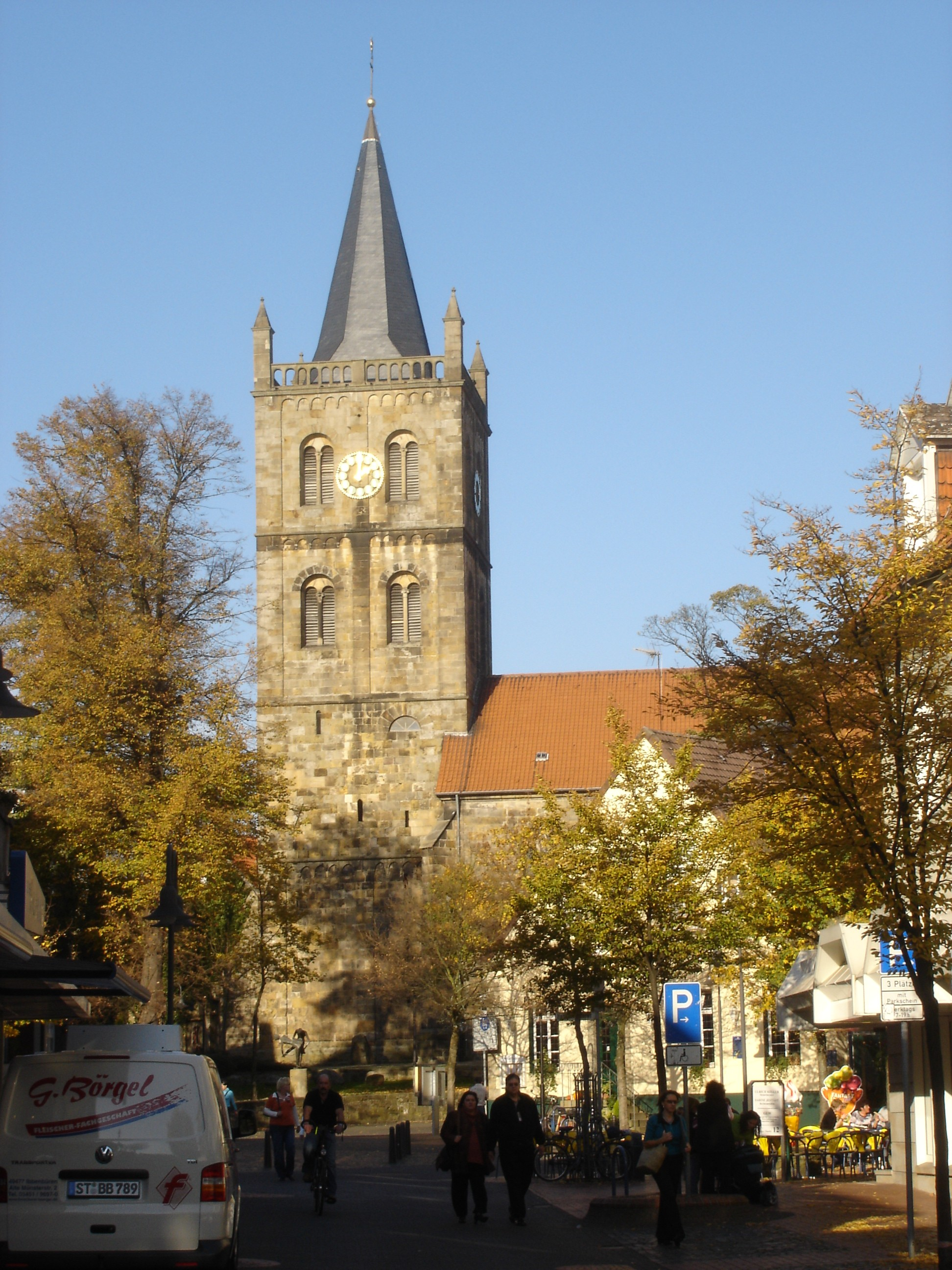
Kościół